# Agostino Bertani

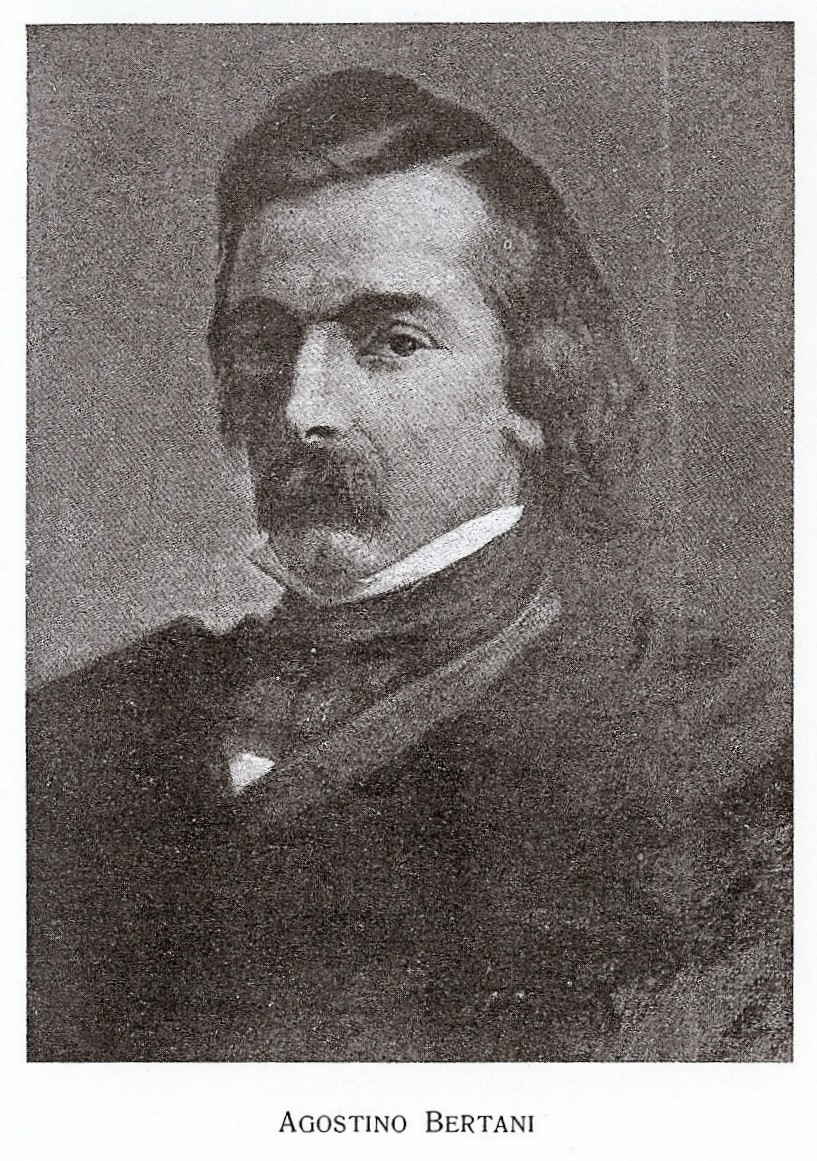
Agostino Bertani

Agostino Bertani (* 19. Oktober 1812 in Mailand; † 30. April 1886 in Rom) war ein italienischer Arzt, Patriot und Politiker. Er war einer der Vordenker des italienischen Gesundheitswesens, organisierte während der Italienischen Unabhängigkeitskriege die Aktivitäten Mazzinis sowie Garibaldis und gründete am 26. Mai 1877 in Italien die radikal-liberale Partei Estrema sinistra storica. Bertani war aktiver Freimaurer.

## Leben
Ab 1840 wirkte der Absolvent der Universität Pavia am Mailänder Maggiore-Krankenhaus als Chirurg und gründete dort 1842 die Gazzetta medica italiana (Medizinische Zeitschrift Italiens).
Der Freund Cattaneos und Mazzinis bereitete den Fünf-Tage-Aufstand vom März 1848 in Mailand vor. Nach 1848 organisierte er als Militärarzt in der Freischar Garibaldi die Behandlung der Verwundeten in fast allen Schlachten während der drei italienischen Unabhängigkeitskriege. 1860 machte ihn Garibaldi zum Prodiktator von Sizilien.
Nach Garibaldis Sieg am Volturno wurde Bertani Generalsekretär der provisorischen Regierung in Neapel.
1861 wurde Bertani in das Parlament des Königreichs Italien gewählt und saß dort auf der linken Bank.
1862 wandte Bertani sich zwar gegen Garibaldis Zug gen Rom, doch in den folgenden Auseinandersetzungen – 1866 gegen die Österreicher in Oberitalien und ein Jahr darauf gegen den Papst – stand er wieder an Garibaldis Seite.
Als Parlamentarier setzte sich Bertani in den Jahren nach 1870 gegen die Besteuerung der italienischen Landwirte sowie für das allgemeine Wahlrecht ein und kümmerte sich um die beiden Problemkreise Erziehungs- und Gesundheitswesen. Depretis beauftragte ihn 1881 mit dem Entwurf eines Gesetzbuches der öffentlichen Gesundheitspflege.
Bertani trat als Autor hervor.